# Веласкес Морено, Уго
Уго Веласкес Морено (исп. Hugo Velázquez Moreno; род. 3 июля 1967) — государственный и политический деятель Парагвая. С 15 августа 2018 по 15 августа 2023 года — вице-президент Парагвая от партии Колорадо после выборов 2018 года. Ранее он работал в администрации департамента Сентраль, а также был председателем Палаты депутатов Парагвая с 2015 по 2016 год.

## Биография
Родился 3 сентября 1967 года в парагвайской столице Асунсьон. Получил степень магистра в области уголовного права Университета Саламанки в Испании. В 1986 году Уго Веласкес Морено вступил в партию Колорадо. В 2008 году был заместителем руководителя администрации департамента Сентраль, а в 2013 году был переизбран и занимал эту должность до своей отставки 4 апреля 2018 года, став кандидатом на пост вице-президента на всеобщих выборах.
17 декабря 2018 года Уго Веласкес Морено вместе Марио Абдо Бенитеса участвовали на внутренних выборах партии Колорадо, где они выиграли с 46,2 % голосов у Сантьяго Пенья из Движения «Честь Колорадо», возглавляемого президентом Парагвая Орасио Картесом, а затем на всеобщих выборах 2018 года они одержали победу над Эфраином Алегре из Аутентичной радикальной либеральной партии набрав 46 % голосов. Уго Веласкес Морено вступил в должность вице-президента Республики Парагвай 15 августа 2018 года. 26 января 2023 года попал под санкции США за «участие в безудержной коррупции, подрывающей демократические институты в Парагвае».